# Кушниковы
Кушниковы — древние русские дворянские роды.

## Первый род
Дворянский род, восходящий к 1-й половине XVI века, жалованы поместьями (1560). Род внесён в VI часть родословной книги Таврической губернии  России (Гербовник, VII, 25). Помещики Чувашского края XVII—XIX веков.

### Известные представители
- В 1573 году с князем Петром Ушатым в югорскую землю для наведения порядка высочайшим повелением был направлен Микита Кушников, сын боярский.
- Прокофей С. Кушников — татарский голова г. Арзамас с мая 1610 являлся воровским воеводой. Пришли с ополчением — "рать нерусских крестьян" во главе с Г.И. Кашкаровым, князем Голицыным с юга Среднего Поволжья. Подошли к Арзамасу за 3 версты от города и встали на речке Више.
- Василий — татарский голова г. Арзамас, воевода Ядрине (1611), сторонник правительства Первого ополчения. Получил от Лжедмитрия II поместье в Арзамасском уезде.
- Пётр — воевода в Кокшайске (1670).
- Фёдор Петрович (неизв. — до 1690) — помещик Кокшайского (с. Троицкое, Кушниково тож — 31 мужчина, д. Шульгино — 12 мужчин), Свияжского, Яранского уездов.
- Аграфена Петровна (неизв. — не позднее 1718) — помещица, унаследовала часть имения своего мужа Ф. М. Есипова в с. Беловолжское Чебоксарского уезда (1714). Её племянник, Василий Фёдорович — полковник, унаследовал имение в с. Беловолжское.
- Александр Васильевич — помещик д. Набережная Цивильского уезда (1739).
- Алексей Иванович — майор, помещик с. Кушниково, приобрёл имение в с. Беловолжское у своей племянницы М. В. Суровцевой (1732), воевода в Чебоксарах (1734).
- Дмитрий Алексеевич — обучался в Артиллерийской чертёжной фортификационной школе, геодезист в Комиссии подполковника А. И. Свечина (1763-1664), премьер-майор (1774), находился в действующей армии за границей, помещик Чебоксарского (с. Беловолжское), Кокшайского (с. Кушниково, деревень Нерядово, Шульгино, Заовражная — 297 крестьян обоего пола) уездов.
- Александр Алексеевич (ок. 1722—1797) — коллежский асессор, подполковник в отставке, сержант лейб-гвардии Измайловского полка (1750),  воевода Пермской провинции (1750-х), за долги продал имения в с. Беловолжское и д. Нерядово, помещик с. Кушниково, деревень Шульгино, Водолеево (74 мужчины), владел винокурней в д. Водолеево.
- Сергей Александрович (ок. 1747 — до 1798) — коллежский асессор, майор в отставке, казначей Коллегии экономии в Царевококшайском и других уездах, помещик с. Кушниково (1774).
- Василий Александрович (ок. 1750 — после 1804) — секунд-майор, помещик с. Кушниково и Симбирской губернии.
- Павел Александрович (ок. 1760 — до 1834) — коллежский асессор, дворянский заседатель Козьмодемьянского земского суда, помещик с. Кушниково (1802).
- Сергей Сергеевич (1765—1839) — петербургский гражданский губернатор (1802-1804), действительный тайный советник, сын Сергея Александровича от первого брака с сестрой историка Н. М. Карамзина, Екатериной Михайловной. Вместе с братьями: майором в отставке Александром (ок. 1772 — неизв.) и подпоручиком Михаилом — продал часть наследственного имения в с. Кушниково (1802), совместно с братьями и сёстрами владел в Кушникове 15 крестьянами мужского пола (1811).
- Михаил Сергеевич (ок. 1784 — после 1849) — надворный советник, ротмистр, чебоксарский уездный предводитель дворянства (1836—1837), помещик с. Кушниково, деревень Шульгино, Ураково.
- Ростислав Васильевич (ок. 1785 — неизв.) — поручик Елизаветградского гусарского полка, помещик с. Кушниково (5 мужчин) (1811).

## Второй род
Второй род этой фамилии восходит к началу XVII веку и был внесён в VI часть родословной книги Ярославской губернии Российской империи.

## Описание герба
Щит разделен на две части, из них в верхней части, в голубом поле, крестообразно положены две золотые стрелы и сабля, а в нижней части, в красном поле, находится на траве серебряный баран.
На щите дворянский коронованный шлем. Нашлемник: три страусовых пера. Намёт на щите красный, подложенный серебром. Герб рода Кушниковых внесен в Часть 7 Общего гербовника дворянских родов Всероссийской империи, стр. 25.